# Chany Suárez
Chany Suárez (Capitán Sarmiento, 19 de febrero de 1950) es una cantante argentina que se inició con un repertorio folklórico, pero ya en su primer trabajo discográfico abordó a compositores de géneros diversos con su singular impronta, la cual la llevó a ser referente y pionera de un lugar de avanzada dentro de su generación y para la posteridad.

## Biografía
Nació en Capitán Sarmiento, una pequeña localidad a 145 km al noroeste de Buenos Aires.
Desde pequeña se radicó junto a su familia en la localidad de Don Bosco (partido de Quilmes, a unos 15 km al sureste del centro de Buenos Aires).
De familia vinculada al arte, podemos mencionar  que el cantautor Julio Lacarra es su hermano.
En 1974 grabó su primer álbum como solista titulado Me gusta andar y editado por EMI ODEON.
Su labor junto al poeta Armando Tejada Gómez, e interpretando su repertorio, marcó su carrera. En 1979 realiza su primera gira por Estados Unidos a través del empresario Pepe Parada y la productora Estela Roldán de Los Ángeles, California. Canta en el Hotel Ambassador de Los Ángeles compartiendo cartelera con Amelita Baltar y Rubén Juárez y transita otros escenarios.
En 1983, fue galardonada con el Premio Prensario por la repercusión de su placa No te rindas publicada por RCA VÍCTOR.
Canta junto a Silvio Rodríguez en el Estadio Obras Sanitarias ( '84) y luego en el Luna Park. En 1985 grabó en Nueva York el álbum Horizontes, con músicos de fusión y de jazz latino ―como Jorge Dalto, Eddie Gómez, Peter Erskine y el percusionista cubano Carlos Patato Valdés (1926-2007)―. Se destacó allí su versión de la canción «Vidala para mi sombra».
Desde esa época empezó a hacer giras por Estados Unidos y Europa.
En 1986, el compositor y pianista Gustavo Cuchi Leguizamón la invitió a interpretar su zamba «Bajo el azote del sol», compuesto sobre el poema de Antonio Nella Castro. Con esa zamba participó en el Festival Nacional de Folclore de Cosquín, donde ganó el primer premio.
Ese mismo año cantó El Mesías de Handel con la orquesta sinfónica y el coro de la ciudad de Santa Fe. En 1992, realiza su primera incursión en Europa. En 1994 es invitada especial de Silvio Rodríguez en el Teatro Ópera.
En 1995 recibió el Premio Ace en la categoría «álbum de solista femenina de folclore» por su álbum Cada uno de nosotros.
Entre 1995 y 1997 emprendió conciertos y clases magistrales por Estados Unidos y Europa.
En 2002 fue galardonada con el premio a la trayectoria Candil de Kilmes de Honor.
En 2004, la Secretaría de Cultura de la ciudad de Buenos Aires la nombró «ciudadana ilustre».
Ese año lanzó un álbum para niños, María Florida.
En 2005, la Fundación Konex le otorgó el Diploma al Mérito en la categoría «solista femenina de folclor», y el Premio a la Trayectoria.
En Brasil, Suárez participó en el Foro Social Mediterráneo (2000) y en el Encuentro Global Jubileo Sur (2003).
En la actualidad también desarrolla una destacada actividad como jurado y como docente, dictando seminarios de Logofisioeutonía de la Voz.

## Homenaje
El 26 de marzo de 2012, la Legislatura de la Ciudad de Buenos Aires distinguió a Chany Suárez como «personalidad de la cultura». En el acto ―celebrado en el Salón Dorado de la Legislatura― participaron colegas como Julio Lacarra (hermano de la cantante), Susana Rinaldi y la pianista Lilián Saba.

## Discografía

### Solista
- 1975: Me gusta andar - EMI ODEON
- 1976: En caso de vida - EMI ODEON
- 1979: Juguetes en la vereda - EMI ODEON
- 1980: Abierto al júbilo - EMI ODEON
- 1982: No te rindas - RCA VICTOR
- 1984: Chany Suárez - EMI ODEON
- 1984: mujer/MUJER - RCA VICTOR
- 1985: Horizontes - RCA VICTOR
- 1986: Con los pies en la tierra - RCA VICTOR
- 1995: Cada uno de nosotros - REDONDEL
- 2000: Chany...y el amor - B&M
- 2003: No te rindas - BMG
- 2004: María Florida en el fabuloso mundo del más acá - DISCOS MELOPEA
- 2009: Con esa luz. Tributo a Carmen Guzmán - DISCOS CNR

### Con otros músicos
- 1971: Hombre en el tiempo, de César Isella.
- 1976: El bazar de los milagros, de Litto Nebbia.
- 1983: Para volver cantando, de César Isella.
- 1984: Frágil amanecer, de César Isella.
- 1984: Un Tributo a Astor Piazzolla (con Osvaldo Pugliese, Eladia Blázquez, Raúl Garello, el Sexteto Mayor y José Ángel Trelles.
- 1985: Francisco Heredia.
- 1985: Reunión en libertad (con Litto Nebbia, Cuarteto Vocal Zupay, Soledad Bravo, Marcelo San Juan y José Carbajal).
- 1991: Codobalgia, de Daniel Homer (voz y coros en «La rama» y «Horizonte cero»).[4]
- 1995: Voces, de César Isella.
- 1995: Juntasueños, de Julio Lacarra.
- 1999: Homenaje a Armando Tejada Gómez (con Mercedes Sosa, Víctor Heredia, Julio Lacarra, Eladia Blázquez, Hamlet Lima Quintana, Teresa Parodi, Inda Ledesma, Oscar Cardozo Ocampo, Suna Rocha, Rafael Amor, León Gieco y otros).
- 2000: De aquí en más (volumen 2), en vivo en La Scala de San Telmo.
- 2003: Feria de Mataderos, vol. 1 (con Atahualpa Yupanqui, Cuchi Leguizamón, Carmen Guzmán, Suma Paz, Marián Farías Gómez, Melania Pérez, Coqui Sosa, Julio Lacarra, Omar Moreno Palacios, Alfredo Abalos, Tomás Lipán, Laura Albarracín, Suna Rocha, Mónica Abraham y otros).
- 2003: Somos ríos, de Julio Lacarra.
- 2005: Tiernamente amigos, de Víctor Heredia.
- 2005: La historia del folclore, de César Isella.
- 2006: Resolana, de Claudia Madeo.